# SNAFU
SNAFU is een Engels acroniem voor Situation Normal: All Fucked Up ('situatie normaal: alles verkloot'), soms verzacht tot Situation Normal: All Fouled Up ('situatie normaal: alles verprutst'). Het letterwoord wordt gebruikt in omstandigheden waar er niet gevloekt mag worden. Men denkt dat het ontstaan is in het Amerikaanse leger ten tijde van de Tweede Wereldoorlog. In opdracht van het Amerikaanse leger werden cartoons geproduceerd waarin de hoofdpersoon, Private Snafu (soldaat Snafu) blunderde in gevechts- en bivaksituaties. De filmpjes waren bedoeld om de manschappen op een luchtige manier te wijzen op dingen die in de uitoefening van taken makkelijk mis konden gaan of vergeten worden.

## Variaties
- BOHICA - Bend Over, Here It Comes Again
- DILLIGAS - Do I Look Like I Give A Shit
- DILLIGAFF - Do I Look Like I Give A Flying Fuck
- FIDO - Fuck It-Drive On
- FISHDO - Fuck It, Shit Happens - Drive On
- FIFI - Fuck It-Fly It
- FUBAB - Fucked Up Beyond All Belief
- FUBAR - Fucked Up Beyond All Repair/Recognition/Reason
- FUBB - Fucked Up Beyond Belief
- FUBISO - Fuck You Buddy, I'm Shipping Out
- FUMTU - Fucked Up More Than Usual
- JAFO - Just Another Fucking Observer
- JANFU - Joint Army-Navy Fuck Up
- KMACYOYO - Kiss My Ass Colonel, You're On Your Own
- SHFAW - Shit Hitting Fan At Warpspeed
- SNAFUBAR - Situation Normal: All Fucked Up Beyond All Repair/Recognition/Reason
- SOL - Shit Out of Luck
- SRDH - Shit Rolls Down Hill
- SSDD - Same Shit, Different Day
- SUSFU - Situation Unchanged, Still Fucked Up
- TARFU - Things Are Really Fucked Up, or Totally and Royally Fucked Up
- TAUFU - Totally And Utterly Fucked Up
- Charlie Foxtrot - From the phonetic alphabet letters C and F, meaning Cluster Fuck